# Vittoriosa Stars FC
Vittoriosa Stars FC je maltský fotbalový klub z města Birgu, které se nachází na severu země. Klub se v 	Maltese First Division 2008/2009 umístil na druhém místě. Domácí dresy jsou červené, barva na cizích hřištích je rudá. Klub sídlí na stadionu 	Fortini Ground.